# Slavošovce
Slavošovce (in ungherese Nagyszabos) è un comune della Slovacchia facente parte del distretto di Rožňava, nella regione di Košice.
Vi nacque lo scrittore ed etnografo Pavol Dobšinský.